# Gamasellus exiquns
Gamasellus exiquns är en spindeldjursart som beskrevs av Davydova 1982. Gamasellus exiquns ingår i släktet Gamasellus och familjen Ologamasidae. Inga underarter finns listade i Catalogue of Life.